# Noble Group
Noble Group Limited es una empresa de logística agrícola y minera que se convirtió en solo 20 años en líder mundial en el negocio de provisión a la cadena agrícola, industrial y de productos energéticos.  Logrando la segunda mayor rentabilidad en 2005 con beneficios netos de USD 231 millones, que representaron un 36% de retorno sobre la inversión, con USD 11,7 billones de facturación, el Grupo opera una red de más de 80 oficinas en 39 países, con cerca de 3000 empleados, y 4000 clientes en todo el mundo.

## Historia
Creada en 1986, Noble Group ha sabido crecer de manera incansable. En febrero de 2006, Noble Group fue incluida en la lista "Fab 50" de la edición asiática de la revista Forbes, junto a solo otras tres empresas de Hong Kong.  Luego en septiembre del mismo año, la "S&P Global Challengers" colocó esta compañía en el puesto 220.º sobre el total de empresas globales.
En enero de 2008, logró el "grado de inversión" (BBB-) por parte de la calificadora Fitch Ratings Service, y Standard & Poor´s cambió su perspectiva desde "Estable" a "Positiva".>

## Actividades
Se especializa en la organización y logística de materias primas en la agricultura, energía, y mercados de metales y minerales, añadiendo valor en cada etapa de esta cadena de provisiones.
El grupo está también involucrado en negocios marítimos, financieros, y de la minería del carbón, entre otros.